# Kaffe-slægten
Kaffe-slægten (Coffea) er en slægt med ca. 15 arter, som er udbredt i Øst- og Vestafrika. Det er små træer med stedsegrønne blade, hvide blomster og saftige, kirsebæragtige frugter. Inde i frugterne er der to frø ("kaffebønner"), som man bruger til at brygge kaffe. Planten bliver dyrket i tropiske og subtropiske egne over hele verden. Her omtales kun de arter, der har økonomisk betydning i Danmark.
| Beskrevne arter |

- Liberia-Kaffe (Coffea liberica)
- Robusta-Kaffe (Coffea canephora)
- Ægte Kaffe (Coffea arabica)

| Andre arter |

- Coffea congensis
- Coffea eugenioides
- Coffea humbertii
- Coffea kapakata
- Coffea kivuensis
- Coffea ligustroides
- Coffea macrocarpa
- Coffea mauritiana
- Coffea racemosa
- Coffea salvatrix
- Coffea stenophylla [1]
- Coffea zanguebariae